# 前田敦子
前田 敦子（まえだ あつこ、1991年〈平成3年〉7月10日 - ）は、日本の女優、歌手、タレント、元アイドル。女性アイドルグループAKB48の元メンバー。
千葉県市川市出身。

## 来歴
2004年の春ごろに渋谷にてスカウトを受けたが、学業専念として芸能活動には至らなかった。その後、当時のスカウトマンより『AKB48オープニングメンバーオーディション』を紹介されたことが、オーディション参加のきっかけになった。
2005年
- 10月30日、「AKB48 オープニングメンバーオーディション」に合格（応募総数7,924名、最終合格者24名）した。オーディションでは柴咲コウの「Glitter」を披露した[8]。オーディションで審査にあたった夏まゆみは、ダンス課題の練習に没頭する前田の集中力を見て合格を決めたと語った[9]。
- 12月8日、オープニングメンバー候補生のうち20名として、AKB48劇場のグランドオープンの舞台に立った（旧チームAに所属）。

2007年
- 4月、映画『あしたの私のつくり方』にて女優デビュー。この映画では役作りのために肩まで伸ばしていた髪を短くした[10]。
- 7月、大島優子、小野恵令奈とともに太田プロダクションに移籍。
- 10月 - 12月、「スワンの馬鹿! 〜こづかい3万円の恋〜」にてテレビドラマ初出演。
- 12月31日、AKB48として「第58回NHK紅白歌合戦」に初出場。

2008年
- 1月 - 3月、「栞と紙魚子の怪奇事件簿」で連続ドラマ初主演（南沢奈央とのダブル主演）。
- 7月 - 9月、月9枠ドラマ『太陽と海の教室』にレギュラー出演。

2009年
- 1月 - 4月ごろ、アイドリング!!!とのコラボユニット「AKBアイドリング!!!」として活動。
- 3月26日、アメーバブログにて「前田敦子オフィシャルブログ」を開設。
- 7月8日、「AKB48 13thシングル 選抜総選挙「神様に誓ってガチです」」で1位を獲得し、メディア選抜に選ばれる。

2010年

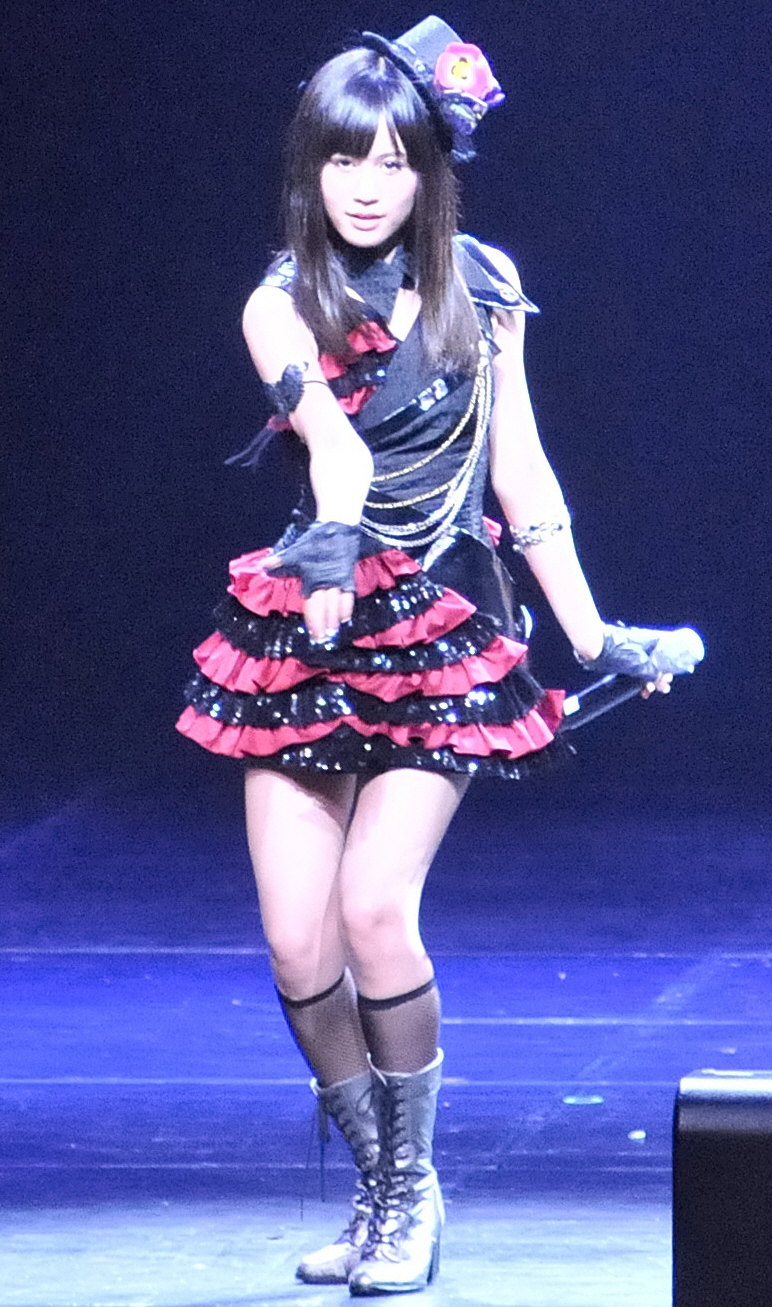
AKB48時代（2010年、ノキアシアター）

- 1月 - 3月、「マジすか学園」に同名役で連続ドラマ単独初主演。
- 3月7日 - 、「龍馬伝」に坂本春猪役でAKB48メンバーとしては初の大河ドラマ出演。
- 5月 - 7月、チームドラゴン from AKB48として活動。
- 6月9日、「AKB48 17thシングル 選抜総選挙「母さんに誓って、ガチです」」で2位となり、メディア選抜に選ばれる。
- 9月21日、「AKB48 19thシングル選抜じゃんけん大会」では15位だったことにより、初めてメディア選抜から落選。

2011年
- 1月、2011年の「警視庁110番」イメージキャラクターに就任[11]。
- 6月4日公開の「もし高校野球の女子マネージャーがドラッカーの『マネジメント』を読んだら」で映画初主演。
- 6月9日、「AKB48 22ndシングル選抜総選挙「今年もガチです」」で1位を獲得し、メディア選抜に選ばれる[12]。
- 6月22日、キングレコードからシングル「Flower」でソロデビュー。
- 7月 - 9月、「花ざかりの君たちへ〜イケメン☆パラダイス〜2011」でAKB48メンバー初のゴールデンタイム連続ドラマ主演[13]。
- 9月20日、『AKB48 24thシングル選抜じゃんけん大会』で1回戦敗退[14]。

2012年
- 3月25日、AKB48コンサート「業務連絡。頼むぞ、片山部長! inさいたまスーパーアリーナ」3日目公演のアンコールにおいて、AKB48を卒業することを発表[15]。
- 4月4日、AKB48のYouTube公式チャンネルとGoogle+の本人公式アカウントで配信された動画において、「AKB48 27thシングル 選抜総選挙」の参加を辞退すると発表した[16][17][18][19]。
- 5月17日、秋元康がGoogle+の投稿 [20] にて、東京ドーム公演の翌日に開催されるAKB48劇場での公演をもって卒業することを発表。
- 5月24日、東京ドーム公演の日程が8月24日から同月26日までの3日間と決定し、同時にAKB48劇場での卒業公演は8月27日と決定する[21]。
- 6月20日、2ndシングル「君は僕だ」を発売。
- 8月27日、AKB48劇場で開催された「前田敦子卒業公演[22]」をもってAKB48を卒業した[23]。
- 8月30日、『AKB48卒業記念フォトブック「あっちゃん」』が初週5.0万部の売り上げを記録し、9月3日付オリコンBOOKランキングで総合首位を獲得。BOOKランキングの調査が開始された2008年4月以降、史上初の男女通算ソロ写真集での総合首位となった[24]。
- 10月1日、 日中国交正常化40周年特別番組「強行帰国〜忘れ去られた花嫁たち〜」でAKB48卒業後初のドラマ出演。
- 10月19日、「前田敦子オフィシャルブログ」の更新を終了すると発表、11月6日に閉鎖された。
- 10月28日、Twitter公式アカウント[25]を開設し、フォロワー数が開始1時間ほどで10万人を突破する[26]。
- 12月21日、「ミュージックステーション スーパーライブ2012」でAKB48と卒業後初の共演をする。

2013年
- 4月 - 6月、「幽かな彼女」で、AKB48卒業後初めて連続ドラマに出演。
- 4月25日、公式サイトと公式ファンクラブ「AM&YOU」を開設[27]する。
- 5月18日公開の「クロユリ団地」で、成宮寛貴とのダブル主演を務める。
- 7月31日、「AKB48・2013真夏のドームツアー 〜まだまだ、やらなきゃいけないことがある〜」札幌ドーム公演に出演[28]。
- 9月18日、AKB48卒業後初となる3rdシングル「タイムマシンなんていらない」を発売。

2014年
- 3月5日、4thシングル「セブンスコード」を発売。
- 4月、ワンマンライブ「前田敦子 1st LIVE【SEVENTH CHORD】」を3日にZepp Tokyo、4日にZepp Namba (OSAKA) で開催[29]し、自身初の有料での本格的なソロコンサートとなった[30]。
- 7月7日 - 8月3日、「太陽2068」で舞台初出演。

2015年
- 12月31日、第66回NHK紅白歌合戦に、大島優子とともにサプライズ出演。

2016年
- 6月22日、1stアルバム「Selfish」を発売。

2018年
- 7月30日、俳優の勝地涼と結婚[2][31]。
- 9月15日、第1子妊娠を発表[32]。

2019年
- 3月4日、第1子男児の誕生を当時の夫である勝地が報告（詳細後述）[33]。
- 8月開催の第72回ロカルノ国際映画祭に、主演映画『旅のおわり世界のはじまり』がクロージング作品として正式招待され[34]、黒沢清監督とともに上映会に出席した[35]。

2020年
- 12月31日付で所属事務所・太田プロダクションとの契約を終了[36]。以降はフリーランスで活動する。

2021年
- 4月23日、勝地涼と離婚したことを公表[3][4][5][37]。なお子供の親権は前田が持つ。ただし子供にとって両親がいたほうが都合の良いことでは一緒にいることもあるという[38]。
- 10月、2級小型船舶操縦士免許の取得を報告した[39]。

2022年
- 9月から10月にかけて全国7都市で上演された「夜の女たち」でミュージカル初出演[40]。

## 人物・エピソード
- 愛称は「あっちゃん」。
- 市川市立新浜小学校、市川市立第七中学校を卒業[41]。
- 2020年12月31日まで太田プロダクションに在籍し、2021年1月1日以降はフリーとして活動[36]。
- 左利き[42][43][注釈 1]。
- 2012年10月29日、普通自動車第一種運転免許を取得[44]。
- こうでなければダメというルールを持たないことを唯一のルールとしており、臨機応変を重要視する[45]。

### 家族・人間関係など
- 両親と姉がいる[46]。1子の母であり、元夫は俳優の勝地涼[2]。2019年3月4日に第1子の出産を報告[33]。これは、前田自身もメンバーとして参加していたAKB48の11thシングル「10年桜」の発売（2009年3月4日）から、奇しくもちょうど10年後の出来事となった[47][注釈 2]。元夫の勝地とは子供と3人で出かけることもあり、「長い休みのタイミングとかで私も休みがあったら、絶対『じゃあ子どもと出かけよう』って言って企画して出かけたりしてます」と親しく付き合っていることを明かし、「結婚しているときよりもお互いがオープンになれている感じ」「離婚して何かがいきなり変わったというか、『もっとこうやって楽に考えればよかったよね』みたいな」と語った[51]。
- 北乃きい[52]、南沢奈央[53]、高畑充希[54]、大野いと[55][56]、大泉洋[57]などと仲が良い。
- テレビドラマ「Q10」で共演した高畑充希や池松壮亮、柄本時生らとは、ドラマ終了後も「ブス会」と称した飲み会を半年に1度ほど開き、交流を続けている[58]。
- タモリには「まえあつ」と呼ばれており[59]、前田はタモリについて「親戚のおじさん」などと語っている[60]。
- 仲谷明香とは中学時代の同級生であり[61]、仲川遥香と増田有華とは高校時代の同級生である[62]。
- 山本彩をNMB48時代から気に入っており、最初に山本の胸を触った際に「全然抵抗もなく笑顔で応えてくれた」という一件以来、山本を「おっぱいちゃん」と呼んでいる[63]。
- ペットとして、トイプードルとマルチーズのミックスの「ハニー」、ミニチュア・シュナウザーの「ソルト」 、トイプードルの「ココア」、ロングコートチワワの「アロマ」、スムースコートチワワの「ニケ」、チャイニーズ・クレステッド・ドッグの「カフ」、チワワとトイプードルのミックスの「ラピ」の7匹の犬と、デグーの「フランク」、モモンガの「バブル」と「ナッツ」、モルモットの「チェコ」[注釈 3]、ラグドールの「ルヴ」[64] を飼育している。

### 趣味嗜好
- 釣りが趣味と公言。将来的には「マグロの一本釣りをしたい」との夢も語っている[65]。小型船舶免許2級も取得した[66]。
- 憧れで目標の芸能人は、柴咲コウで、「AKBに入る前からのあこがれで、大好き」と語っている[67]。
- テイラー・スウィフト、福山雅治、AAAのファン。2012年11月にテイラーが来日した際には、前田のラジオ番組にゲストとして招き、対談を行った[68]。2010年NHK大河ドラマ「龍馬伝」で共演した福山には「センターが当たり前田の前田敦子」「微笑みの貴公子」[注釈 4]「黒で攻めてく前田敦子」[注釈 5]とキャッチフレーズをつけられた。また、福山のラジオ番組にゲスト出演した際には、一発ギャグ「豆もやし」を披露し、同TVドラマで主役の坂本龍馬を演じた福山に「かわええのー！」と土佐弁で褒められた。第3回AKB48選抜総選挙で福山は「同じ坂本家だから」という理由で前田に1票を投じた[69]。
- 映画好きであり、「一時期は1日5本とか、怖いくらいに映画を見ていたときもありました」と自著で述べている[70]。俳優の池松壮亮からは日本テレビ系テレビドラマ「Q10」で共演した際に数々の映画作品を紹介してもらっており、それをきっかけに映画鑑賞に熱中した[71]。好きな映画監督は山下敦弘。同監督の「天然コケッコー」が、初めて映画監督の名前を意識した作品だったと語っている[72]。
- 「時間があります⋯ イコール 食べ物を食べます」[73] と公言するほど食べることが大好きで、朝食を2人前食べることや[73]、ロケ弁を4個食することもある[74]。刺身や寿司などの魚介類が大好物で、特に貝類（特にミル貝）を好む[75]。朝食が大好きで、自身のブログには、その日の比較的栄養バランスのとれた朝食の写真が掲載されている。農林水産省「めざましごはん」のCMに起用された際は、「朝ごはんをしっかり食べる人」というイメージがあることが起用の理由とされた[76]。自活する前は朝食はすべて母親によるもので、時には前田が起床する数時間前から仕込むことがあった[77]。

### AKB48のメンバーとして
- 前田には特に個人のキャッチフレーズは用意されていなかった。AKB48グループのメンバーで、個人のキャッチフレーズが存在していないのは少数派である。
- グループ結成時から自身の卒業まで中心メンバーとして活躍し[78] 、24thシングル「上からマリコ」以外のすべてのシングル表題曲の選抜メンバーに選出された。「桜の花びらたち」「ヘビーローテーション」「チャンスの順番」「上からマリコ」を除くほぼすべてのMVや音楽番組でセンターを務めたことから「不動のセンター」「絶対的エース」「AKBの顔」とも称された。しかしその一方で、結成間もないころの劇場公演で初のソロ曲「渚のCHERRY」を歌うことになった際には、「一人だけ目立つのは嫌だ」と号泣した[79][80]。
- 第3回選抜総選挙で1位に返り咲きを果たした際には、あいさつで「私のことが嫌いな方もいると思います。ひとつだけお願いがあります。私のことは嫌いでも、AKBのことは嫌いにならないでください」[81] と涙ながらに発言した[82]。このスピーチはメディアなどでも大きく取り上げられ、作家の内館牧子は前田に対し肯定的なコメントを出している[83]。
- 卒業公演のチケット競争率は900倍超に達する[84]など、名実ともにAKB48のアイコン的存在だった。
- かつて、毎回コンサート前日には、立ち位置や歌詞などを書いた紙をすべて枕に敷いて寝ていた[85]。
- Google+におけるAKB48グループの部活動では自動車部に所属しており[86]、前田が普通自動車第一種運転免許を取得するまでのドキュメント番組「AKB自動車部」（フジテレビ、関東ローカル）が放送された[87]。AKB48の冠番組であるが、卒業後も番組終了まで出演していた。
- デビュー前、秋元康に今後何をやりたいかと尋ねられた際には「演技がしたい」と答えていた[78]。
- AKB48所属中の16歳の時にした恋愛が相手の裏切りの連続で前田自身が精神的にボロボロになった[88]。そのことを秋元康などに話したことがきっかけでAKB48の恋愛禁止ルールが作られた[88]。

### その他
- 1センチメートル×1センチメートルの紙で折鶴を作ることができる[89]。
- バンダイが実施したアンケート「バンダイこどもアンケートレポート」によると、2011年11月（集計は9月に実施）に行われたアンケートで「お子様がお母さんにしたい有名人」の総合2位[90]に挙げられている。
- 母親と揃いのリングを装飾するなど[77]、マザコンを自認している[91]。
- 視力が悪く、外出時はコンタクトレンズ、自宅にいる時は眼鏡を使用していたが[92]、2011年11月にレーシック手術を受けた[93]。
- 非喫煙者であったが、2015年公開の映画『イニシエーション・ラブ』に主演した際に役作りとしてたばこを吸い始めた。撮影初日から裏で喫煙の練習をしていたことから、監督の堤幸彦からも「本当に吸ってるんじゃないか」と言われるほどであった[94]。舞台あいさつでは、松崎しげるから「AKBの時から吸っていたのかな」「あれから、ずっとたばこ吸うようになったってうわさを聞いたんですけど」と冗談交じりに質問されたが、いずれも否定している[95]。
- 犬童一心、堤幸彦、中田秀夫、黒沢清など多くの映画監督から演技を高く評価されている。映画『苦役列車』を観た大根仁は、自身のTwitterで「原田知世が登場した時のようなインパクトでした。つまりは映画女優の誕生」と絶賛している。映画『さよなら歌舞伎町』の廣木隆一監督は「強さと弱さの両極を持ってる人。カメラが顔の近くにあっても、動じない凄さがある」と評し、映画『Seventh Code』『散歩する侵略者』『旅のおわり世界のはじまり』の黒沢清監督は「女優になってくれてよかった。女優に全然興味がないといわれたら、日本の映画界の大損失だった」と絶賛した[96]。

## 受賞歴
2010年度
- BLOG of the year 2010 女性部門[97]

2011年度
- 第35回日本アカデミー賞 話題賞（俳優部門）（『もし高校野球の女子マネージャーがドラッカーの『マネジメント』を読んだら』）[98]
- 第21回日本映画批評家大賞 新人女優賞（小森和子賞）（『もし高校野球の女子マネージャーがドラッカーの『マネジメント』を読んだら』）[99]
- 第22回日本ジュエリーベストドレッサー賞 10代部門[100]
- VOCE BEAUTY AWARDS 2011 ベストコスメ年間グランプリ特別賞「THE BEST BEAUTY OF THE YEAR」[101]

2012年度
- 第4回TAMA映画賞 最優秀新進女優賞（『苦役列車』）[102]
- 第22回日本映画プロフェッショナル大賞 主演女優賞（『苦役列車』）[103][104]
- 外国映画輸入配給協会「外国映画ベストサポーター賞」[105]
- VOGUE JAPAN Women of the Year 2012[106]

2013年度
- 第23回日本映画プロフェッショナル大賞 主演女優賞（『もらとりあむタマ子』）[107]

2014年度
- 勝手に演劇大賞2014 女優賞（『太陽2068』）[108]

2016年度
- 第11回アジア・フィルム・アワード(AFA)  最優秀助演女優賞 ノミネート（『モヒカン故郷に帰る』）[109]
- 第3回インターペット ベストペットスマイルアワード[110]

2017年度
- 第18回ベストフォーマリスト賞 女性部門[111]

2019年度
- 第11回TAMA映画賞 最優秀女優賞（『マスカレード・ホテル』・『コンフィデンスマンJP -ロマンス編-』・『町田くんの世界』・『旅のおわり世界のはじまり』・『葬式の名人』）[112]
- 第43回山路ふみ子映画賞 山路ふみ子女優賞（『旅のおわり世界のはじまり』・『町田くんの世界』）[113][114]
- おおさかシネマフェスティバル2020 日本映画部門助演女優賞（『『町田くんの世界』）[115]

2020年度
- スニーカーベストドレッサー賞2021 女優部門[116]

2021年度
- 第7回 歯が命アワード[117]
- 日本釣用品工業会「クールアングラーズアワード2022」[118]

2022年度
- 第18回クラリーノ美脚大賞2022 30代部門[119]

## AKB48在籍時の参加楽曲

### シングル選抜楽曲
AKB48
- 桜の花びらたち
  - Dear my teacher - 「チームA」名義
- スカート、ひらり
  - 青空のそばにいて - 「チームA」名義
- 会いたかった
  - だけど… - 「チームA」名義
- 制服が邪魔をする
- 軽蔑していた愛情
  - 涙売りの少女
- BINGO!
  - Only today - 「チームA」名義
- 僕の太陽
  - 未来の果実
- 夕陽を見ているか?
  - ビバ! ハリケーン - 「ひまわり組」名義
  - 夕陽を見ているか?（ひまわり2.0Mix）
- ロマンス、イラネ
  - 愛の毛布 - 「ひまわり組」名義
  - ロマンス、イラネ（ひまわり 2nd 2.1Mix）
- 桜の花びらたち2008
  - 最後の制服
- Baby! Baby! Baby!
  - 夢を死なせるわけにいかない
- 大声ダイヤモンド
  - 109（マルキュー) - 「チームA」名義
  - 大声ダイヤモンド (team A ver.) - 「チームA」名義
- 10年桜
  - 桜色の空の下で
- 涙サプライズ!
- 言い訳Maybe
- RIVER
- 桜の栞
  - マジスカロックンロール
- ポニーテールとシュシュ
  - マジジョテッペンブルース
- ヘビーローテーション
  - ラッキーセブン
  - 野菜シスターズ - 「野菜シスターズ」名義
- Beginner
  - 君について - 「MINT」名義
- チャンスの順番
  - 予約したクリスマス
  - 胡桃とダイアローグ - 「チームA」名義
- 桜の木になろう
  - キスまで100マイル - 「MINT」名義
- Everyday、カチューシャ
  - これからWonderland
  - ヤンキーソウル
- フライングゲット
  - 青春と気づかないまま
  - アイスのくちづけ
  - 野菜占い - 「野菜シスターズ」名義
- 風は吹いている
- 「上からマリコ」に収録
  - ノエルの夜
  - 隣人は傷つかない - 「チームA」名義
- GIVE ME FIVE!
  - スイート&ビター - 「セレクション6」名義
- 真夏のSounds good !
  - ちょうだい、ダーリン!
- 「ギンガムチェック」に収録
  - 夢の河（卒業ソング[120]）
- 君はメロディー ※グループ卒業後の参加[注釈 6][121]
- 離れていても ※グループ卒業後の参加[注釈 7][122]
- Oh my pumpkin! ※グループ卒業後の参加[注釈 8][123]

AKB48 チームサプライズ
重力シンパシー公演
- 重力シンパシー
- 思い出す度につらくなる
- キンモクセイ
- 旅立ちのとき
- AKBフェスティバル
- キミが思ってるより…
- ハートのベクトル

### アルバム選抜楽曲
- 『神曲たち』に収録
  - Baby! Baby! Baby! Baby!
  - 君と虹と太陽と
- 『SET LIST〜グレイテストソングス〜完全盤』に収録
  - Seventeen
  - あなたがいてくれたから
- 『ここにいたこと』に収録
  - 少女たちよ
  - Overtake - 「チームA」名義
  - 君と僕の関係
  - ここにいたこと
- 『1830m』に収録
  - ファースト・ラビット
  - Hate - 「チームA」名義
  - 思い出のほとんど
  - 大事な時間
  - ぐ〜ぐ〜おなか
  - 行ってらっしゃい
  - 青空よ 寂しくないか?

### その他の参加楽曲
- シングル「チューしようぜ!」（「AKBアイドリング!!!」名義）
  - チューしようぜ!
  - モテ期のうた - 「AKB48」名義
- シングル「心の羽根」（「チームドラゴン from AKB48」名義）
  - 心の羽根
  - 世界中の雨

### 劇場公演ユニット曲
チームA 1st Stage「PARTYが始まるよ」
- スカート、ひらり（1st、2ndともに参加）
- 星の温度 (2nd UNIT)

チームA 2nd Stage「会いたかった」
- 嘆きのフィギュア
- 渚のCHERRY
- 背中から抱きしめて
- リオの革命

チームA 3rd Stage「誰かのために」
- 投げキッスで撃ち落せ!
- 制服が邪魔をする

チームA 4th Stage「ただいま恋愛中」
- 7時12分の初恋

ひまわり組 1st Stage「僕の太陽」
- アイドルなんて呼ばないで

ひまわり組 2nd Stage「夢を死なせるわけにいかない」
- 初めてのジェリービーンズ

チームA 5th Stage「恋愛禁止条例」
- 黒い天使

THEATRE G-ROSSO「夢を死なせるわけにいかない」公演
- 初めてのジェリービーンズ（近野莉菜・渡辺麻友・鈴木紫帆里のスタンバイ）

チームA 6th Stage「目撃者」
- 腕を組んで

## 作品

### シングル
|               | リリース日    | タイトル                   | 最高位        | 販売形態      | 商品コード                                          | 形態                                    | 備考               |
| You, Be Cool! | You, Be Cool! | You, Be Cool!              | You, Be Cool! | You, Be Cool! | You, Be Cool!                                       | You, Be Cool!                           | You, Be Cool!      |
| ------------- | ------------- | -------------------------- | ------------- | ------------- | --------------------------------------------------- | --------------------------------------- | ------------------ |
| 1             | 2011年6月22日 | Flower                     | 1位           | CD+DVD CD     | KIZM-103〜104 KIZM-105〜106 KIZM-107〜108 NMAX-1114 | Act 1 Act 2 Act 3 劇場盤                | [ 124 ]            |
| 2             | 2012年6月20日 | 君は僕だ                   | 2位           | CD+DVD CD     | KIZM-161〜162 KIZM-163〜164 KIZM-165〜166 NMAX-1130 | Act.1 Act.2 Act.3 劇場盤                | [ 125 ]            |
| 3             | 2013年9月18日 | タイムマシンなんていらない | 2位           | CD+DVD CD     | KIZM-207〜208 KIZM-209〜210 KIZM-211〜212 KICM-1474 | Type-A Type-B Type-C Type-D             |                    |
| 4             | 2014年3月5日  | セブンスコード             | 4位           | CD+DVD CD     | KIZM-241〜242 KIZM-243〜244 KICM-1497 KICM-1498     | Type-A 劇場公開記念特別盤 Type-B Type-C | [ 注釈 9 ] [ 126 ] |

### アルバム
|               | リリース日    | タイトル      | 最高位        | 販売形態      | 商品コード                                  | 形態                        | 備考          |
| You, Be Cool! | You, Be Cool! | You, Be Cool! | You, Be Cool! | You, Be Cool! | You, Be Cool!                               | You, Be Cool!               | You, Be Cool! |
| ------------- | ------------- | ------------- | ------------- | ------------- | ------------------------------------------- | --------------------------- | ------------- |
| 1             | 2016年6月22日 | Selfish       | 8位           | CD+DVD CD     | KIZC 355/6 KIZC 357/8 KIZC 359/60 KICS 3393 | Type-A Type-B Type-C Type-D |               |

### ソロ楽曲
- 桜の花びら〜前田敦子 solo ver.〜（作詞：秋元康、作曲：上杉洋史、編曲：野中"まさ"雄一）

### 映像作品
- 前田敦子1st DVD『無防備』（2009年2月13日、光文社）
- 前田敦子1st DVD『無防備』廉価版（2011年7月6日、キングレコード）
- 前田敦子1st Blu-ray『無防備』（2011年7月6日、キングレコード）[127]

### 作詞
- 信じたい（星野みちる）

## タイアップ
| 楽曲                       | タイアップ | 収録作品                                  | 備考    |
| -------------------------- | --- | ----------------------------------------- | ------- |
| Flower                     | 映画:『もし高校野球の女子マネージャーがドラッカーの『マネジメント』を読んだら』挿入歌 CM:JOYSOUND×UGA「うたスキ動画」 | 1stシングル「Flower」                     |         |
| 遠回り                     | CM:丸美屋食品工業 『のっけるふりかけ』「パジャマで朝ごはん」篇                                                        | 2ndシングル「君は僕だ」                   |         |
| 右肩                       | 日本テレビ系ドラマ:『私立バカレア高校』エンディングテーマ 映画:『劇場版 私立バカレア高校』エンディングテーマ          | 2ndシングル「君は僕だ」                   | [ 128 ] |
| 君は僕だ                   | 映画:『LOVE まさお君が行く!』主題歌                                                                                   | 2ndシングル「君は僕だ」                   |         |
| Sunday drive               | フジテレビ:『AKB自動車部』テーマソング（挿入歌）                                                                      | 2ndシングル「君は僕だ」                   |         |
| やさしい気持ち             | CM:丸美屋食品工業 『家族のお茶漬け』シリーズ「母からの荷物」篇                                                        | 3rdシングル「タイムマシンなんていらない」 |         |
| 風のアコーディオン         | CM:丸美屋食品工業 『家族のお茶漬け』シリーズ「弟がやってきた」篇                                                      | 3rdシングル「タイムマシンなんていらない」 |         |
| タイムマシンなんていらない | フジテレビ系土ドラ:『山田くんと7人の魔女』主題歌 CM: マイナビ『マイナビ転職』「まかせなサイ・メッセージ」篇           | 3rdシングル「タイムマシンなんていらない」 |         |
| セブンスコード             | 映画:『Seventh Code』主題歌 CM:不二家『カントリーマアム』「スマイルマアム」篇                                         | 4thシングル「セブンスコード」             |         |
| Selfish                    | ドラマ:『毒島ゆり子のせきらら日記』主題歌                                                                             | 1stアルバム『Selfish』                    | [ 129 ] |

## 出演
役名の太字は主演作品。

### ドラマ

#### テレビドラマ
- ですよねぇ。 第6話・第10話 - 最終話（2006年2月16日・3月16日 - 23日、TBS） - AKB48（アキバフォーティーエイト） 役
- スワンの馬鹿! 〜こづかい3万円の恋〜 第2話 - 最終話（2007年10月23日 - 12月18日、関西テレビ） - 黒田比奈子 役[注釈 10]
- 栞と紙魚子の怪奇事件簿（2008年1月5日 - 3月29日、日本テレビ） - 紙魚子 役[注釈 11]
- 太陽と海の教室（2008年7月21日 - 9月22日、フジテレビ） - 船木真由 役
- 妻よ! 松本サリン事件犯人と呼ばれて…家族を守り抜いた15年（2009年6月26日、フジテレビ） - 河野真澄 役
- こちら葛飾区亀有公園前派出所 第6話（2009年9月12日、TBS） - 前田敦子 役
- マジすか学園シリーズ
  - マジすか学園（2010年1月8日 - 3月26日、テレビ東京） - 前田敦子 役
  - マジすか学園2（2011年4月15日 - 7月1日、テレビ東京） - 前田敦子 役
  - マジすか学園5 第2話（2015年8月25日、日本テレビ） - 前田敦子 役
- NHK大河ドラマ
  - 龍馬伝 第10話 - 第46話（2010年3月7日 - 11月14日） - 坂本春猪 役
- Q10（2010年10月16日 - 12月11日、日本テレビ） - Q10 / 久戸花恋 役
- 桜からの手紙 〜AKB48 それぞれの卒業物語〜（2011年2月26日 - 3月6日、日本テレビ） - 前田敦子 役
- マルモのおきて 最終話（2011年7月3日、フジテレビ） - 芦屋瑞稀 役[注釈 12]
- 花ざかりの君たちへ〜イケメン☆パラダイス〜2011（2011年7月10日 - 9月18日、フジテレビ） - 芦屋瑞稀 役
- 最高の人生の終り方〜エンディングプランナー〜（2012年1月12日 - 3月15日、TBS） - 井原晴香 役
- 強行帰国〜忘れ去られた花嫁たち〜（2012年10月1日、TBS） - 沢村弘子 役[注釈 13]
- 幽かな彼女（2013年4月9日 - 6月18日、関西テレビ） - 河合千穂 役
- 秋と冬のタマ子（2013年4月27日、MUSIC ON! TV） - 坂井タマ子 役[130]
- クロユリ団地〜序章〜 最終話（2013年6月25日、TBS） - 二宮明日香 役
- あさきゆめみし 〜八百屋お七異聞（2013年9月19日 - 11月21日、NHK） - お七 役[131]
- LEADERS リーダーズ（2014年3月22日 - 23日、TBS） - 島原美鈴 役[132]
  - LEADERS リーダーズII（2017年3月26日）
- 信長協奏曲 第3話（2014年10月27日、フジテレビ） - お春 役[133][134]
- 連続ドラマW（WOWOWプライム・WOWOWオンデマンド）
  - 翳りゆく夏（2015年1月18日 - 2月15日） - 華原優 役[135]
  - グーグーだって猫である2 -good good the fortune cat-（2016年6月11日 - 7月16日） - 飯田千里 役[136]
  - バイバイ、ブラックバード 第3話（2018年3月3日） - 如月ユミ 役[137]
  - OZU 〜小津安二郎が描いた物語〜 第3話「非常線の女」（2023年11月26日） - 時子 役[138]
- 世にも奇妙な物語 25周年スペシャル・春〜人気マンガ家競演編〜「地縛者」（2015年4月11日、フジテレビ）  - 浅野範子 役
- ど根性ガエル（2015年7月11日 - 9月19日、日本テレビ） - 京子 役[139]
- 毒島ゆり子のせきらら日記（2016年4月20日 - 6月22日、TBS） - 毒島ゆり子 役[140]
- ほんとにあった怖い話 〜夏の特別編2016〜 「夏の知らせ」（2016年8月20日、フジテレビ） - 萩原朋子 役[141]
- 就活家族〜きっと、うまくいく〜（2017年1月12日 - 3月9日 、テレビ朝日） - 富川栞 役[142]
- 銭形警部（2017年2月10日、日本テレビ） - 桜庭夏希 役[143]
- 居酒屋ふじ 第7話（2017年8月19日、テレビ東京） - 前田敦子（本人） 役
- テミスの剣（2017年9月27日、テレビ東京） - 田口今日子 役[144]
- 片想いの敵（2017年10月17日 - 11月15日、フジテレビ） - 小出未亜 役[注釈 14][145]
- 民衆の敵〜世の中、おかしくないですか!?〜（2017年10月23日 - 12月25日、フジテレビ） - 小出未亜 役[146]
- 二夜連続ドラマスペシャル アガサ・クリスティ「パディントン発4時50分～寝台特急殺人事件～」（2018年3月24日、テレビ朝日） - 中村彩 役
- コンフィデンスマンJP 第7話（2018年5月21日、フジテレビ） - 与論弥栄の偽者（鈴木さん） 役
- 学校へ行けなかった私が「あの花」「ここさけ」を書くまで（2018年9月1日、NHK BSプレミアム） - 坂田安喜子 役[147]
- 伝説のお母さん（2020年2月1日 - 3月21日、NHK総合） - メイ 役[148]
- リモートで殺される（2020年7月26日、日本テレビ） - 松園佳代子 役
- バイプレイヤーズ 〜名脇役の森の100日間〜 第9話（2021年3月6日、テレビ東京） - 本人 役
- イチケイのカラス 第2話（2021年4月12日、フジテレビ） - 深瀬瑤子 役[149]
- ビッ友×戦士 キラメキパワーズ!（2021年7月11日 - 2022年6月26日、テレビ東京） - ナレーション[150]
- 東京放置食堂 第4話（2021年10月7日、テレビ東京） - 鶴見美咲 役[151]
- 逃亡医F（2022年1月15日 - 3月19日、日本テレビ） - 烏丸京子 役[152]
- ウツボラ（2023年3月24日 - 5月12日、WOWOWプライム・WOWOWオンデマンド） - 藤乃朱 / 三木桜 役（二役）[153][154]
- 季節のない街（2023年4月5日 - 6月7日、テレビ東京） - 沢上みさお 役[注釈 15]
- かしましめし（2023年4月10日 - 5月29日、テレビ東京） - 小田千春 役[155]
- 育休刑事（2023年4月18日 - 6月20日、NHK総合・NHK BS4K） - 吉野涼子 役[156]
- 彼女たちの犯罪（2023年7月20日 - 9月22日、読売テレビ） - 神野由香里 役[157]
- 厨房のありす（2024年1月21日 - 3月24日、日本テレビ） - 三ツ沢和紗 役[158][159]
- ベイビーわるきゅーれ エブリデイ! 第6話・最終話（2024年10月10日・11月20日、テレビ東京） - 入鹿みなみ 役
- モンスター 第9話 - 最終話（2024年12月9日 - 23日、関西テレビ） - 横沢さくら 役[160]
- 人事の人見（2025年4月8日 - 6月17日、フジテレビ） - 真野直己 役[161][162]

#### 配信ドラマ
- 銭形警部 真紅の捜査ファイル（2017年2月10日より配信、全4話、hulu） - 桜庭夏希 役
- リモートで殺される 殺人の裏側編（2020年7月26日より配信、hulu） - 松園佳代子 役
- 麺と千尋の並行世界（2021年5月27日より配信、YouTube丸亀製麺公式チャンネル） - 萩尾千尋 役
- 死神さん（Hulu） - 南川メイ 役[163]
  - 第1シリーズ（2021年9月17日より配信、全6話）
  - 第2シリーズ 第壱話・最終話（2022年9月17日・10月22日より配信）
- 逃亡医F 運命を変えた瞬間（2022年2月19日より配信、全5話、Hulu） - 烏丸京子 役[164]
- あなたに聴かせたい歌があるんだ（2022年5月20日より配信、全8話、Hulu） - 島田まさみ 役[165]
- モダンラブ・東京〜さまざまな愛の形〜 第1話「息子の授乳、そしていくつかの不満」（2022年10月21日より配信、Amazon Prime Video） - 河野彩 役[166]
- 季節のない街（2023年8月9日より配信、Disney+） - 沢上みさお 役[167]

### 映画
- あしたの私のつくり方（2007年4月28日、日活） - 花田日南子 役
- 伝染歌（2007年8月25日、松竹） - 高橋香奈 役
- 那須少年記（2008年10月4日、シネマとうほく / T&Kテレフィルム） - 笹原恵 役
- もし高校野球の女子マネージャーがドラッカーの『マネジメント』を読んだら（2011年6月4日、東宝） - 川島みなみ 役
- 苦役列車（2012年7月14日、東映） - 桜井康子 役[168]
- クロユリ団地（2013年5月18日、松竹） - 二宮明日香 役[注釈 16][169]
- ピカチュウとイーブイ☆フレンズ（2013年7月13日、東宝） - ナレーション[170]
- もらとりあむタマ子（2013年11月23日、ビターズ・エンド） - 坂井タマ子 役[171]
- Seventh Code（2014年1月11日、日活） - 高山秋子 役 [172]
- エイトレンジャー2（2014年7月26日、東宝） - 西郷純 役[173]
- 神さまの言うとおり（2014年11月15日、東宝） - 招き猫（声） 役[174]
- さよなら歌舞伎町（2015年1月24日、東京テアトル） - 飯島沙耶 役[注釈 17][175][176]
- イニシエーション・ラブ（2015年5月23日、東宝） - 成岡繭子 役[177]
- モヒカン故郷に帰る（2016年4月9日、東京テアトル） - 会沢由佳 役[178]
- シン・ゴジラ（2016年7月29日、東宝） - 避難民 役[179][6]
- 武曲 MUKOKU（2017年6月3日、キノフィルムズ） - カズノ 役[180]
- 散歩する侵略者（2017年9月9日、松竹 / 日活） - 加瀬明日美 役[181]
- 探偵はBARにいる3（2017年12月1日、東映） - 諏訪麗子 役[182]
- 素敵なダイナマイトスキャンダル（2018年3月17日、東京テアトル） - 末井牧子 役[183]
- のみとり侍（2018年5月18日、東宝） - おちえ 役
- 食べる女（2018年9月21日、東映） - 白子多実子 役[184]
- マスカレード・ホテル（2019年1月18日、東宝） - 高山佳子 役
- コンフィデンスマンJP（東宝） - 鈴木さん 役
  - ロマンス編（2019年5月17日[185]）
  - プリンセス編（2020年7月23日[186]）
- 町田くんの世界（2019年6月7日、ワーナー・ブラザース映画） - 栄りら 役[187]
- 旅のおわり世界のはじまり（2019年6月14日、東京テアトル、日本・ウズベキスタン合作映画） - 葉子 役[188]
- 葬式の名人（2019年9月20日、ティ・ジョイ） - 渡辺雪子 役[189]
- 劇場版 奥様は、取り扱い注意（2021年3月19日、東宝） - 三枝礼子 役[190]
- バイプレイヤーズ 〜もしも100人の名脇役が映画を作ったら〜（2021年4月9日、東宝映像事業部） - 本人 役
- くれなずめ（2021年5月12日、東京テアトル） - ミキエ 役[191]
- DIVOC-12「睡眠倶楽部のすすめ」（2021年10月1日、ソニー・ピクチャーズ エンタテインメント） - 透子 役[192]
- コンビニエンス・ストーリー（2022年8月5日、東映ビデオ） - 惠子 役[193]
- もっと超越した所へ。（2022年10月14日、ハピネットファントム・スタジオ） - 岡崎真知子 役[194]
- そばかす（2022年12月16日、ラビットハウス） - 世永真帆 役[195]
- そして僕は途方に暮れる（2023年1月13日、ハピネットファントムスタジオ） - 里美 役[196]
- あつい胸さわぎ（2023年1月27日、イオンエンターテイメント） - 花内透子 役[197]
- Love Will Tear Us Apart（2023年8月19日、Vandalism） - 安川かおり 役（特別出演）[198][199]
- 一月の声に歓びを刻め（2024年2月9日、東京テアトル） - れいこ 役[200]
- 不死身ラヴァーズ（2024年5月10日、ポニーキャニオン） - 花森叶美 役[201]
- ベイビーわるきゅーれ ナイスデイズ（2024年9月27日、渋谷プロダクション） - 入鹿みなみ 役[202]
- 恋に至る病（2025年10月24日公開予定、アスミック・エース） - 入見遠子 役[203]

#### 配信映画
- チェンジ（2022年8月3日より配信、YouTube東宝MOVIEチャンネル） - 七海先生 役[204]

### ドキュメンタリー
- 情熱大陸 （2011年7月10日、毎日放送）
- にっぽん紀行 雪峠を越えて、私は嫁ぐ〜秋田・羽後〜（2013年2月11日、NHK総合） - 案内人
- 前田敦子 希少動物の大地 オーストラリアをゆく（2013年8月7日、BSジャパン） - ナビゲーター
- ノンフィクションW 前田敦子 最も危険な芸術“蜷川幸雄”への挑戦（2014年10月25日、WOWOWプライム）
- エマージェンシーナース 密着! 巨大母子病院〜小さな命を救う女性たち（2019年5月12日、日本テレビ） - ナビゲーター[205]
- あおきむねたかの『ウズベキスタン』までちょっと会いに。（2019年8月21日、YouTube青木崇高チャンネル[206]）
- 岩合光昭の世界ネコ歩き（2020年12月8日 - 、不定期出演、NHK BSプレミアム・NHK BS4K） - ナレーション
- 「麺と千尋の並行世界」ドキュメンタリー（2021年5月26日配信、YouTube丸亀製麺公式チャンネル）
- 東京五輪 ライバル物語〜勝者の敗者も思い詰まった夢舞台へ〜（2021年6月26日、フジテレビ） - ナレーション[207]
- THE TOKYO TAXI VISION GROWTH ショートドキュメンタリー「目的地」Week1（2021年8月2日 - 8日、東京都内のタクシー車内サイネージ「GROWTH」・Youtube[208]）

### 舞台
- 太陽2068（2014年7月7日 - 8月3日、シアターコクーン） - 生田結 役[209]
- 青い瞳（2015年11月1日 - 11月26日、シアターコクーン） - ミチル 役[210]
- 朗読劇「LOVE LETTERS」 （2016年8月2日、パルコ劇場） - メリッサ 役
- そして僕は途方に暮れる（2018年3月6日 - 4月1日、シアターコクーン / 4月9日 - 15日、森ノ宮ピロティホール） - 鈴木里美 役
- NODA・MAP第24回公演「フェイクスピア」（2021年5月24日 - 7月11日、東京芸術劇場プレイハウス / 7月15日 - 25日、新歌舞伎座） - 星の王子様 / 伝説のイタコ / 白い烏 役[211]
- COCOON PRODUCTION 2022 NINAGAWA MEMORIAL「パンドラの鐘」（2022年6月6日 - 28日、シアターコクーン / 7月2日 - 5日、森ノ宮ピロティホール） - タマキ 役[212]
- ミュージカル「夜の女たち」（2022年9月13日 - 19日、KAAT神奈川芸術劇場 / 9月23日 - 25日、北九州芸術劇場 / 9月30日 - 10月2日、穂の国とよはし芸術劇場PLAT / 10月6日、山口市民会館 / 10月10日、まつもと市民芸術館 / 10月14日 - 16日、兵庫県立芸術文化センター） - 君島夏子 役[213][214]
- 月刊「根本宗子」第19号『共闘者』（2024年8月31日 - 9月8日、TOKYO FM HALL） - 京子 役[215]
- 飛び立つ前に（2025年11月23日 - 12月21日〈予定〉、東京芸術劇場 シアターイースト / 12月26日 - 28日〈予定〉、兵庫県立芸術文化センター 阪急中ホール / 2026年1月10日・11日〈予定〉、島根県芸術文化センター グラントワ 大ホール / 1月17日・18日〈予定〉、メディキット県民文化センター 演劇ホール / 1月24日・25日〈予定〉、あきた芸術劇場ミルハス 中ホール / 1月31日・2月1日〈予定〉、オーバード・ホール 中ホール） - エリーズ 役[216]

### アニメ
- ポケットモンスター ベストウイッシュ最終章公開記念SP「ミュウツー 〜覚醒への序章〜」+「キュレムVS聖剣士 ケルディオ」（2013年7月11日、テレビ東京） - ナビゲーター

### 音楽番組
- 音楽熱帯夜「AKB48 前田敦子卒業公演」（2012年9月8日、NHK BSプレミアム）
- MJ presents 前田敦子スペシャル（2012年9月16日、NHK総合）
- 前田敦子1st LIVE【SEVENTH CHORD】（2014年5月18日、BSスカパー!）

### バラエティ番組など
- 1ばんスクラム!!（2009年10月14日 - 2010年3月17日・不定期出演、フジテレビ） - 初の単独レギュラー。
- AKB自動車部（2012年4月27日 - 9月29日、フジテレビ）
  - AKB自動車部SP 前田敦子運転免許取得記念!初めてのドライブ in 沖縄（2012年11月24日）
- 未来シティ研究所（2016年4月4日 - 9月26日、テレビ東京） - ナレーション
- 超入門!落語 THE MOVIE 第1回「お見立て」（2016年10月19日、NHK） - 花魁 喜瀬川 役
- もっと円山動物園!見れば分かる70のヒミツ（2020年12月26日、テレビ北海道） - ナレーション[217]
- ポップUP!（2022年4月6日 - 12月21日、フジテレビ） - 水曜日コメンテーター[218]
- 前田敦子 やっぱり釣りが好き!（2023年9月10日、釣りビジョン）[219]
- ZIP!（2024年2月2日 - 23日、日本テレビ） - 2024年2月金曜パーソナリティー[220]
- 今夜決定! かわいいニャングランプリ 〜BSテレ東×CREAコラボ〜（2025年2月22日、BSテレ東） - MC[221]

### ラジオ
- 前田敦子のHEART SONGS（2010年4月5日 - 2017年12月28日、エフエム東京） - 初の冠番組、ミニ番組
- 岡田惠和 今宵、ロックバーで〜ドラマな人々の音楽談義〜　第164回（2015年8月1日、NHK-FM）[222]

### CM

#### テレビCM
- ウェルビーグループ『ウェルビー』/『ハビー』/『ウェルビーリンク』
  - （2021年5月20日 - [223]）
  - ウェルビー（就労移行支援）/ ハビー（児童発達支援・放課後等デイサービス） 各6秒・15秒・30秒篇（2022年9月16日 - ）[224]
- 花王『アタックZERO パーフェクトスティック』
  - 「推し活」篇（2025年3月17日 - [225]）

過去の出演企業
- NTTドコモ
  - 『FOMAテレビ電話サービス』
    - 「友達紹介」篇・「振り付け」篇・「デビュー!」篇・「AKB48って?」篇・「コラボ（ティザー）」篇（2006年1月3日 - ）

  - 『応援学割2012』
    - 「6年前の私＜応援＞」篇（2012年1月14日 - [226]）
    - 「6年前の私＜ライブ＞」篇（2012年1月28日 - ）
    - 「それぞれの、はじめる」篇（2012年3月30日 - ）
- デジタルメディアマート『DMM.com』「10周年」篇・「10周年 前田敦子」篇（2009年2月28日 - ）
- 読売新聞社『読売新聞』創刊135周年「バースデーケーキ」篇（2009年6月22日 - 7月）
- AOKI『フレッシャーズスーツ』[227]
  - 「フレッシャーズ48コーデ新生活」篇（2010年2月11日 - ）
  - 「好きなのでいいじゃん」篇・「フレッシャーズ48コーデ初めてのスーツ」篇（2010年3月3日 - ）
- カゴメ『野菜一日これ一本』
  - 「これイチ 残業」篇・「これイチ 部長」篇（2010年5月10日 - ） - トマト（野菜シスターズ） 役[228]
  - 「これイチ AKB48野菜スライダー男性」篇・「これイチ AKB48野菜スライダー女性」篇（2011年7月2日 - ） - トマト（野菜シスターズ） 役[229]
  - 「これイチ ベジレンジャー登場」篇（2012年6月9日 - ） - ビジネスパーソン 役[230]
  - 「これイチ ベジレンジャーロボ」篇（2012年6月12日 - ） - ビジネスパーソン 役[231]
- セブン&アイ・ホールディングス
  - 『クリスマスケーキ』「クリスマス ドアを開けたら・恋人」篇（2011年11月12日 - [232]）
  - 『バレンタインフェア』「ビターは本命チョコ」篇（2012年1月27日 - [233]）
  - セブン-イレブン・ジャパン
    - 「おにぎり」篇・「メロンパン」篇（2010年6月30日 - ）
    - 「セブン-イレブンフェア」篇（2010年7月11日 - 12月）
    - 「クリスマスケーキ」篇（2010年11月1日 - 12月・2011年11月1日 - 12月）
    - 「キャンペーン」篇（2010年12月1日 - 年末・2011年11月16日 - 12月）

  - セブン-イレブン台湾「辰年ファッションショー」篇（2012年1月17日 - [234]）
- UHA味覚糖『ぷっちょ』（2010年8月10日 - [235]）
  - 「AKB48ちょ ストラップ｣篇（2010年11月13日 - ）
  - 「卒業式」篇（2011年3月14日 - ）
  - 「ビキニで踊りながら変身」篇（2011年5月25日 - [236]）
  - 「ぷっチュリレー」篇（2012年3月15日 - [237]）
- 農林水産省「めざましごはん」（2010年9月10日 - 2011年[238]）
- カスペルスキー・ラブス・ジャパン（2010年9月28日 - 2011年3月[239]）
- サイバーエージェント『アメーバピグ』
  - 「ベッド選び」篇・「ペットのココア」篇・「スケート」篇・「ラブハートチェア」篇・「自由の女神」篇（2010年10月18日 - 12月[240]）
  - 「チームピグMINT・LIVE11/3決定」篇（2010年10月26日 - 11月）
- NTTぷらら『ひかりTV』「夢見てるよ」篇・「知ったか歌唱」篇（2010年10月21日 - 11月）
- 2011年警視庁110番広報（2011年1月）
- Hotto Motto「GO!カツフェア篇」・「クリームシチューカツ丼篇」・「お好みソースカツ丼篇」（2011年1月11日 - [241]）
- CYBIRD「前田敦子公式モバイルサイト」篇（2011年1月11日 - ）
- アサヒ飲料『WONDA』
  - 『WONDA モーニングショット』
    - 「ワンダフルな人たち・朝のあいさつ」篇・「ワンダフルルーレット・ディーラー」篇（2011年3月1日 - ）
    - 「ワンダフルな人たち・席朝族27%」篇（2011年4月12日 - ）
    - 「映画『もしドラ』を応援しています。」篇（2011年5月28日 - ）
    - 「いいこと、いつも、ワンダから・私も飲みたい」篇（2011年9月20日 - [242]）
    - 「いいこと、いつも、ワンダから・ワンダフルルーレット2」篇（2011年12月1日 - ）
    - 「みんなに元気を!・メッセージ 前田敦子」篇（2012年2月28日 - [243]）
    - 「みんなに元気を!・新社会人応援メッセージ」篇（2012年4月2日[244]）
    - 「ワンダフルレース」篇（2012年4月3日 - [245]）

  - 『WONDA 金の微糖』
    - 「ワンダフルな人たち・金言 前田敦子」篇（2011年4月5日 - ）
    - 「ワンダフルな人たち・かがやく歌声」篇（2011年11月8日 - ）

  - 『WONDA アイムフリーブラック』「期待の新人」篇（2011年6月21日 - [246]）
  - 『WONDA 特製カフェオレ』
    - 「いいこと、いつも、ワンダから・目を閉じちゃう」篇（2011年9月26日 - ）
    - 「みんなに元気を!・優しく混ざり合う」篇（2012年4月17日 - ）

  - 『WONDA ゼロマックスプレミアム』
    - 「大人になればわかるよ」篇（2011年4月19日 - ）
    - 「缶コーヒーに負けた」篇（2011年10月18日 - ）
    - 「ダンス」篇（2012年4月6日 - ）

  - 『WONDA モーニングショットホットブラック』「いいこと、いつも、ワンダから・目覚め」篇（2011年11月1日 - ）
  - 『WONDA モーニングショットブラック』「みんなに元気を!・朝の白シャツ」篇（2012年3月13日 - ）
- Serend「つながれ母校選手権」（2011年2月1日 - ）※ナレーション
- ACジャパン「今、わたしにできること・呼びかけA」篇（2011年3月26日 - 4月） - 高橋みなみ・大島優子と共演
- 日本赤十字社『2011年赤十字運動月間』（2011年5月・6月[247]）
- 江崎グリコ『アイスの実』
  - 「アイスのくちどけ」篇（2011年6月13日 - ）
  - 「AKB48殺人事件」篇 - 探偵 役
    - FILE-1（2012年6月25日 - [248]）
    - FILE-2（2012年7月25日 - [249]）
    - FILE-3（2012年8月22日 - ）
    - FILE-4（2012年8月29日 - [250]）
    - FILE-5 解決（2012年9月12日 - [250]）
- JOYSOUND『JOYSOUND×UGA』「うたスキ動画」篇（2011年6月17日 - ）
- 家庭教師のトライ
  - 「夏キャンペーン」篇（2011年6月20日 - 7月[251]）
  - 「合格応援キャンペーン」篇（2011年11月1日 - ）
- アパマンショップネットワーク『アパマンショップ』
  - 「アパマン48キャンペーン」（2011年8月7日 - ）
  - 「祝!新生活キャンペーン中」（2012年1月5日 - ）
- TBCグループ - 大島優子・チャン・グンソクと共演
  - エステティックTBC/MEN'S TBC
    - 「TBC 3つの鍵」篇（2011年9月10日 - [252]）
    - 「HAPPY BEAUTY TBC」篇（2012年5月8日 - [253]）

  - シュプレイムルミナス『エピレ』「エピレでキレイに」篇（2012年5月8日 - [253]）
- g.u.
  - 「ジーユーな私へ」篇（2011年9月12日 - 10月[254]）
  - 「SNOW KARATE」篇（2011年10月31日 - 11月6日[255]）
  - 「ゆるパン Infinity」篇（2012年3月12日 - [256]）
  - 「マキシワンピ mirrors」篇（2012年4月2日 - ）
  - 「オトナ SUMMER」篇（2012年5月21日 - 6月10日[257]）
- 丸美屋食品工業
  - 『家族のお茶漬け』シリーズ
    - 「母からの荷物」篇（2011年10月15日 - [258]）
    - 「弟がやってきた」篇（2013年4月16日 - [259]）

  - 『のっけるふりかけ』「パジャマで朝ごはん」篇（2012年4月1日 - [260]）
  - 『麻婆豆腐の素』「小さい頃の写真」篇・「私、つくります」篇（2013年3月18日 - [261]）
  - 『麻婆茄子の素』
    - 「発売30年」篇（2014年6月1日 - ）
    - 「ずっとひき肉入り」篇（2015年4月7日 - ）
- トヨタ自動車
  - 『ReBORN』
    - 『ドラえもん』 - ジャイ子（28歳） 役
      - 「のび太のもしもな世界」篇（2012年1月27日 - [262]）
      - 「ジャイアンジャイ子の芸術の秋」篇（2012年9月7日 - [263]）
      - 「のび太の学科試験」篇（2013年3月7日 - [264]）
      - 「のび太とジャイ子の娘」篇（2014年8月13日 - ）

    - 『DRIVE IN LONDON』 - お江 役
      - 「ロンドン（五輪）」篇（2012年7月7日 - [265]）
      - 「ロンドン（世界）」篇（2012年8月11日 - [266]）

    - 『TOYOTOWN』 - ジャイ子（28歳） 役
      - 「ハイブリッドの樹」篇・「住人たち」篇（2013年6月4日 - [267]）
      - 「駐車場」篇（2013年6月17日 - ）
      - 「パーティー」篇（2013年6月24日 - ）
      - 「不思議な朝」篇（2013年11月12日 - ）
      - 「TOYOTOWN 2013」前篇（2014年1月2日 - ）
      - 「ハイブリッドの樹の上で」篇（2014年6月20日 - ）
      - 「クリスマス・大騒動」篇（2014年12月23日 - ）
      - 「ジャイ子とT子」篇（2015年8月24日 - ）
      - 「のび太とスネ夫のラップバトル」篇（2016年7月7日 - ）
- 日本ヒューレット・パッカード『Love PC,Love HP』「どうしてもこのコがいい 前田敦子」篇（2012年2月23日 - ）
- 日清食品『カップヌードル』
  - 「REAL 前田敦子 卒業」篇（2012年4月14日 - ）
  - 「REAL 前田敦子 夢」篇（2012年5月 - ）
- 日本中央競馬会「SMART!JRA AKBのガチ馬」篇（2012年4月15日 - [268]）
- Google『Google+』「総選挙サポータープロジェクト」篇（2012年5月30日 - 6月6日）
- ウォルト・ディズニー・スタジオ・ジャパン『コクリコ坂から』DVD&Blu-ray（2012年6月13日 - [269][270]）
- マイナビ『マイナビ転職』
  - 「新しい自分になってやる」篇（2013年1月22日 - [271]）
  - 「まかせなサイ・メッセージ」篇・「まかせなサイ・出会い」篇（2013年9月9日 - [272]）
  - 「4つのNo.1」篇（2014年6月1日 - ）[273]
- ソフトバンクモバイル
  - 『ホワイト学割 with 家族2013』
    - 「どうなる白戸家」篇（2013年2月2日 - [274]）
    - 「白戸家空を飛ぶ」篇（2013年2月23日 - ）
    - 「再会」篇（2013年2月28日 - ）
    - 「授業」篇（2013年3月16日 - ）
    - 「140キロ」篇（2013年3月23日 - ）
    - 「旅立ち」篇（2013年4月30日 - ）

  - 『つながりやすさNo.1へ。』
    - 「No.1ストレートトーク」篇（2013年3月8日 - ）
    - 「リレートーク」篇（2013年3月30日 - ）
- サッポロビール『サッポロ 麦とホップ[275]』「ビールと間違える前田さん」篇・「金か?黒か?」篇（2013年2月5日 - [276]）
- ロート製薬『肌研（ハダラボ） 』
  - 『極潤』
    - 「変わる」篇（2013年3月22日 - [277]）
    - 「研究」篇（2013年9月16日 - ）
    - 「うるおいは心にも届く」篇（2014年9月6日 - ）

  - 『白潤』
    - 「透明感美白」篇（2013年3月22日 - ）
    - 「制御する」篇（2014年3月15日 - ）

  - 『薬用極潤スキンコンディショナー』
    - 「うるおって、透明感」篇（2015年3月21日 - ）
    - 「わたしの恋の唄」篇（2015年3月21日 - ）

  - 『白潤冷感ヒアルロンゼリー』「冷んやりきゅっ！」篇（2015年3月21日 - ）
- ジェネオン・ユニバーサル・エンターテイメントジャパン『レ・ミゼラブルBlu-ray&DVD』「感動」篇・「大泣き」篇（2013年6月20日 - )
- 不二家
  - 『生ミルキー袋』「とろける」篇（2013年9月3日 - [278]）
  - 「クリスマス」篇（2013年11月25日 - ）
  - 『カントリーマアム』
    - 「スマイルマアム」篇（2014年3月18日 - ）
    - 「バニラとココア」篇 （2015年3月2日 - ）
- 花王『ロリエ エフ しあわせ素肌』
  - 「しあわせ素肌になっちゃった」篇（2013年9月20日 - ）
  - 「ひと目でわかる」篇（2014年4月25日 - ）
  - 「昼も夜も」篇（2014年11月10日 - ）
- セガ『ぷよぷよテトリス』（2014年1月25日 - ）
- 宝酒造『松竹梅「天」』 「出会い」篇・「糖質オフ・新発売」篇（2014年10月1日 - [279]）
- 富士フイルム『お正月を写そう♪2015』「鶴松家の新年会 シャッフルプリント」篇・「鶴松家の新年会 イヤーアルバム」篇（2014年12月30日 - ）
- 劇場アニメ『I LOVE スヌーピー THE PEANUTS MOVIE』（2015年11月 - ）[280]
- 大正製薬『リポビタンファイン』
  - 「前田敦子登場」篇（2016年6月13日 - ）
  - 「夏色ワンピース」篇（2016年6月29日 - ）
  - 「赤色リップ」篇（2016年7月1日 - ）
  - 「プレシャスなこと」篇 (2016年10月17日 - )
  - 「キレイになる、その前に」篇 (2017年6月1日 - )
  - 「信号待ち」篇 (2017年10月6日 - )
  - 「エスカレーター」篇 (2017年10月6日 - )
- アコム
  - 「80周年」篇（2016年7月1日 - ）
  - 「みるコンサート」篇（2016年7月2日 - ）
  - 「頑張るあなたを応援」篇 (2017年11月17日 - )
- スタジオマリオ『パパとママとあっちゃんと』篇・『スタジオマリオ 七五三』篇（2018年9月22日 - ）[281]
- 日本マクドナルド
  - グラコロ2019「あったかいって、ごほうびだ」篇（2019年12月3日 - [282]） - 倉本あかり 役（竹達彩奈・愛美とともにCMソングも担当）
  - 『ラッキーイエローウィーク』「木村氏、一旦」篇（2022年1月11日 - ） - 木村拓哉と共演[283]
  - 『カフェラテ』「木村氏、長くなるから」篇（2022年2月16日 - ） - 木村拓哉と共演
  - 「おひる、食べた? 距離感」篇（2023年3月27日 - ） - 木村拓哉・坂東龍汰と共演
- エスエス製薬
  - 『スルーラック ファイバー』「知らなかった女」篇（2020年11月2日 - [284]）
  - 『スルーラック マグネシウム』「知らなかった女」篇（2021年5月10日 - [285]）
  - 『スルーラック たべるメンテタブレット』「知らなかった女」篇（2021年8月16日 - [286]）

#### Web CM
- タマノイ酢『はちみつ黒酢ダイエット』
  - 「はちみつ黒酢グビグビ」篇（2023年6月1日 - ）
  - 「濃縮タイプもグビグビ」篇（2023年6月1日 - ）
  - 「いろんな味もグビグビ」篇（2023年6月1日 - ）

過去の出演企業
- ロート製薬
  - 極潤「うるおいは心にも届く」篇 WEB限定（2014年9月17日 - ）- 前田敦子 役 ※西川美和監督によるショートムービー
  - 薬用極潤スキンコンディショナー 「わたしの恋の唄 」篇 （2015年3月19日 - ）
- 不二家 カントリーマアム プレミアムムービー
  - 「カントリーマアムプレミアムショー プレミアム」篇 （2014年10月7日 - ）
  - 「カントリーマアムプレミアムショー ベリーベリータルト篇」（2014年10月7日 - ）
  - 「Let’s Hot Country Maam」篇（2014年10月7日 - ）
  - 「カントリーマアムトッピングコーナー ごま団子風味」篇（2014年10月7日 - ）
  - 「カントリーマアムトッピングコーナー 焼き白味噌風味」篇（2014年10月7日 - ）
  - 「カントリーマアムプレミアムショー デザートパイ アップル」篇（2014年11月17日 - ）
  - 「カントリーマアムプレミアムショー 厚焼きプレミアムパイ」篇（2014年11月17日 - ）
- エスエス製薬『スルーラック』
  - 「あっちゃんねる 便秘タイプ」篇（2021年4月26日 - [287]）
  - 「あっちゃんねる マグネシウム」篇（2021年4月26日 - [287]）
  - 「あっちゃんねる 食べるメンテタブレット」篇（2021年4月26日 - [287]）
- ABCマート 『ABC BOOTS COLLECTION』
  - 「待ち合わせ」篇（2022年10月27日 - ）[288]

### ミュージック・ビデオ
- 乃木坂46「会いたかったかもしれない」（2012年2月22日リリースの『ぐるぐるカーテン』収録曲）
- AKB48「ギンガムチェック」（2012年8月29日） - 警官 役 ※友情出演[289]
- 星野源「季節 -Special Music Video- 」（2013年5月1日リリースの『Stranger』収録曲、2014年1月31日公開）
- AKB48「希望的リフレイン」（2014年11月26日）
- 秦基博「Girl 2017 Another Story Ver.」（2017年5月3日） - ボンボンショコラ 役[290]
- 川崎鷹也「僕と僕」・「ヘイコウセカイ」（2021年12月15日リリースの『カレンダー』収録曲、2022年3月16日公開[291][292]）

### ネット配信
- 脳のアンチエイジング「クイズ2:1」（2007年2月1日 - 28日、OCN）
- Yahoo ライブトーク（2007年4月16日、Yahoo! JAPAN）
- 秋元康のラブ・ストーリーズ〜初恋の続き（2007年11月28日 - 2008年3月31日配信、P-Theater） - 直子 役
- 生配信演劇「夢路空港」（2022年4月16日配信、オンライン劇場ZA） - きな子 役[293]

### その他の映像作品
- MUSIC ON! TV ステーションID"シーズン・グリーティングID"（MUSIC ON! TV[294]） - タマ子 役
  - 秋編『秋の日のタマ子』（2012年11月17日 - ）
  - 冬編『冬の日のタマ子』（2012年12月15日 - ）
  - 春編『春の日のタマ子』（2013年4月27日 - ）
  - 夏編『夏の日のタマ子』（2013年8月3日 - ）

### イメージキャラクター
- 小説『トワイライト』キャンペーンキャラクター（2010年、ヴィレッジブックス）
- 2011年「警視庁110番」（2011年、警視庁）
- やまとの振袖 2013 RURISODE COLLECTION（2011年12月 - 2012年11月、やまと）
- 前田敦子×マイナビ転職「それでも私はやってみたい」→「新しい自分になってやる」（2012年9月3日 - 、マイナビ）[271]
- 平成24年度全国労働衛生週間 ポスターモデル（2012年10月1日 - 7日、中央労働災害防止協会）[295]
- 第25回東京国際映画祭 アンバサダー（2012年10月20日 - 28日、ユニジャパン）[296]
- Switch Movie Fes. 2013 イメージキャラクター（2013年4月21日、スイッチ・パブリッシング）[297]
- 第8回DEGジャパン・アワード / ブルーレイ大賞「DEGアワード アンバサダー」（2016年2月17日開催、デジタル・エンターテイメント・グループ・ジャパン）[298]
- ウズベキスタン共和国 観光大使（2019年）[299]
- ソライエグラン流山おおたかの森「前田敦子、いちばんの街で家族応援計画。」プロジェクトサポーター（2019年9月 - ）[300]
- 中小企業からニッポンを元気にプロジェクト 公式アンバサダー（2021年7月13日 - [301]）
- タマノイ酢 
  - コーポレートアンバサダー（2021年12月6日 - ）[302]
  - 「はちみつ黒酢ダイエット」お酢グビグビの会 会長（2023年6月1日 - ）
- H&M 池袋店限定オープニング広告 アンバサダー（2022年3月1日 - 、エイチ・アンド・エム へネス・アンド・マウリッツ・ジャパン）[303]

### イベント
- 110番の日記念一日通信指令本部長（2011年1月10日、警視庁地域部通信指令本部）
- 祝!AKB48卒業記念前田敦子ポスター展（2012年8月24日 - 27日、秋葉原駅電気街口・昭和通り口・昭和通り改札外広場[304]）
- お台場学園祭2012 TOYOTA特設ステージ「〜Dream of LIFE〜」（2012年10月6日、MEGAWEB トヨタシティショウケース）
- 第25回東京国際映画祭オープニングイベント（2012年10月20日、六本木けやき通り・六本木ヒルズアリーナ）
- MTV Video Music Awards Japan 2013（2013年6月22日、幕張イベントホール） - MC
- AKB48・2013真夏のドームツアー 〜まだまだ、やらなきゃいけないことがある〜（2013年7月31日、札幌ドーム） - ゲスト
- 肌研presents「肌♡うるおいフェスタ」（2014年11月1日、渋谷ヒカリエホール）
- AM&YOU New Year Event 2015（2015年1月31日、クラブex）
- Atsuko Maeda 10th Anniversary Event 〜AM&YOU〜（2015年6月14日、イムズホール / 7月18日、シアターBRAVA! / 8月16日、仙台ロイヤルパークホテル / 9月13日、デザインホール / 12月25日、ステラボール)
- 東京キャラバン the 2nd（2022年11月27日、駿府城公園 紅葉山庭園前広場 / 12月16日・17日、池袋西口公園 野外劇場グローバルリング シアター） - ピーターパン / アリス 役[305][306]

### ライブ
- 前田敦子「Flower」劇場盤発売記念スペシャルミニライブ&握手会（2011年9月18日・19日、よみうりランドオープンシアターEAST）
- 前田敦子2ndシングル「君は僕だ」発売記念スペシャルライブ（2012年9月15日、中野サンプラザ / 22日、神戸国際会館 こくさいホール）※それぞれ昼の部・夜の部の2公演
- めざましライブ2013（2013年8月18日、合衆国 Open Summer スタジアム）
- COUNTDOWN JAPAN 13/14（2013年12月28日、幕張メッセ国際展示場）
- 前田敦子1st LIVE 【SEVENTH CODE】（2014年4月3日、Zepp Tokyo / 4日、Zeep Namba）
- ROCK IN JAPAN FESTIVAL 2014（2014年8月10日、国営ひたち海浜公園）

## 監督作品
- アクターズ・ショート・フィルム2「理解される体力」（2022年2月6日、WOWOWプライム・WOWOWオンデマンド / 2022年4月1日劇場公開、WOWOW FILMS[307][308]） - 監督兼出演

## 書籍

### 著書
- 前田敦子の映画手帖（2015年4月20日、朝日新聞出版）ISBN 978-4-02-331406-1 - AERA連載の「前田敦子@試写室」に、新規原稿を加えて書籍化
- フォトエッセイ「明け方の空」（2021年10月13日、宝島社）ISBN 978-4-29-901888-5

### 雑誌・新聞連載
- VERY 2023年7月号 - （2023年6月7日 - 、光文社） - 「31歳、お母さん。ときどき女」を連載[309]

#### 過去の連載
- UP to boy Vol.185 - 188（2008年4月23日・6月23日・8月23日・10月23日、ワニブックス）
- Girls!（2008年9月26日 - 2012年5月25日、双葉社）
- Popteen 2009年10月号 - 2010年3月号（2009年9月1日 - 2010年2月1日、角川春樹事務所）
- 読売新聞夕刊（2009年10月 - 2010年2月、読売新聞社） - 「あっちゃんの気持ち」を月1連載
- CUTiE（宝島社）
  - （2010年4月12日 - 2013年9月12日） - 「Atsuko's closet」を連載
  - （2013年11月12日 - 2014年7月12日） - 「前田敦子の淑女入門」を連載
- ぴあ（2011年4月14日 - 6月9日、ぴあ） - 『もしドラ』連動連載
- 日刊スポーツ（2012年3月27日 - 29日、日刊スポーツ新聞社ほか） - 「前田敦子 卒業の真相」を連載
- AERA（2013年5月13日 - 2015年1月、朝日新聞出版） - 「前田敦子@試写室」を連載
- ひよこクラブ 2020年2月号 - 4月号（2020年1月15日 - 3月15日、ベネッセコーポレーション） - たまひよ「私のチーム育児」を連載[310]

### 表紙モデル
- 人間失格（太宰治、2009年6月15日、ぶんか社・文庫） - 表紙・グラビア

### 写真集
- B.L.T. U-17 vol.7 sizzleful girl 2008 summer（2008年8月7日、東京ニュース通信社）ISBN 978-4-86336-017-4
- はいっ。（2009年1月23日、光文社、撮影：菅野ぱんだ）ISBN 978-4-334-90159-2
- あっちゃん（2010年2月25日、集英社、撮影：Takeo Dec.）ISBN 978-4-08-780555-0
- 前田敦子（2010年4月26日、集英社、撮影：西田幸樹）ISBN 978-4-08-780561-1
- ATSUKO（2010年6月7日、集英社、撮影：中山雅文）ISBN 978-4-08-780556-7
- 不器用（2012年3月16日、小学館、撮影：中村和孝）ISBN 978-4-09-682068-1
- AKB48卒業記念フォトブック『あっちゃん』（2012年8月24日、講談社）ISBN 978-4-06-389692-3

### アプリ
- AKB前田敦子Maeda-1グランプリ（2011年7月4日、サイバード）
- 前田敦子ギャザリングアート（2011年7月4日、サイバード）
- 前田敦子モーニングコール（2012年3月29日、サイバード）

### カレンダー
- 前田敦子 2009年カレンダー（2008年9月29日、ハゴロモ）
- 前田敦子 2010年カレンダー（2009年9月、ハゴロモ）
- 前田敦子 2011年カレンダー（2010年10月10日、ハゴロモ）
- 前田敦子 2012年ポスターカレンダー（2011年11月19日、ハゴロモ）
- 前田敦子 2012 TOKYOデートカレンダー（2011年11月29日、ハゴロモ）
- 2013年東映スターカレンダー（2012年10月、東映） - 3月掲載
- 前田敦子 Memorial Solo Calendar/2013年B2カレンダー（2012年11月30日、エンスカイ）
- 前田敦子 Memorial Solo Calendar/2013年卓上カレンダー（2012年11月30日、エンスカイ）
- ATSUKO MAEDA 2014 CALENDAR 卓上タイプ/壁掛けタイプ （2013年11月18日より公式ファンクラブ「AM&YOU」にて先行販売、2013年12月2日より「Atsuko Maeda Official Store」にて一般販売）※一般書店・店舗での取り扱いはなし
- 前田敦子 2015 カレンダー 卓上タイプ/壁掛けタイプ （2014年12月19日、ロム・シェアリング）
- 前田敦子 2016 カレンダー 卓上タイプ/壁掛けタイプ （2015年11月9日より公式ファンクラブ「AM&YOU」にて先行販売、2015年12月7日より「Atsuko Maeda Official Store」にて一般販売）※一般書店・店舗での取り扱いはなし
- 前田敦子 2020 カレンダー 卓上タイプ/壁掛けタイプ （2019年12月13日）

### トレーディングカード
- HIT'S LIMITED 前田敦子トレーディングカード（2009年7月、ヒッツ）